# Myzocallis walshii
Myzocallis walshii Monell, 1879 è una specie di insetto appartenente alla famiglia delle Aphididae.

## Ciclo biologico
È una specie olociclica monoica, cioè alterna generazioni partogenetiche ad una generazione anfigonica su un solo ospite.
Svolge un ciclo stagionale completo, sverna allo stadio di uovo, per poi schiudersi in primavera.

## Diffusione
È diffusa in Europa ed in tutto il Nord America.

## Danni
Infesta principalmente il Quercus rubra, al quale sottrae linfa dalle foglie debilitando la pianta e determinando a volte la filloptosi (cioè la caduta delle foglie) anticipata.